# Giacomo Terranova
Giacomo Terranova (Palermo, 12 maggio 1958) è un politico italiano.

## Biografia

### Elezione a deputato
Nel 2009 è proclamato deputato della XVI legislatura della Repubblica Italiana nella circoscrizione Sicilia 1 per il Popolo della Libertà in sostituzione di Gaspare Giudice.
Ricandidato al Senato nel 2013 per Grande Sud in Sicilia (al terzo posto), non viene rieletto.